# والرین نچاما
والرین نچاما (انگلیسی: Valeriano Nchama؛ زادهٔ ۱۸ ژوئن ۱۹۹۵) بازیکن فوتبال اهل گینه استوایی است.
از باشگاه‌هایی که در آن بازی کرده‌است می‌توان به باشگاه فوتبال اینتر میلان و باشگاه فوتبال وارزه اشاره کرد.
وی همچنین در تیم ملی فوتبال گینه استوایی بازی کرده‌است.